# Dytiscus delictus
Dytiscus delictus är en skalbaggsart som först beskrevs av Zaitzev 1906.  Dytiscus delictus ingår i släktet Dytiscus och familjen dykare. Inga underarter finns listade i Catalogue of Life.